# Shedd Aquarium
El Shedd Aquarium (formalmente: John G. Shedd Aquarium) es un acuario público cubierto de Chicago, Illinois, en los Estados Unidos. Inaugurado el 30 de mayo de 1930, el acuario con 19 000 m³ fue durante algún tiempo la instalación interior más grande del mundo. Hoy en día alberga unos 32.000 animales.
El Shedd Aquarium fue el primer acuario interior con una colección permanente de peces de agua salada. Está situado en el lago Míchigan, en el Campus del Museo de Chicago, junto con el Planetario Adler y el Museo Field de Historia Natural.
En 2015, el acuario tuvo 2,02 millones de visitantes. Fue el acuario más visitado de los EE. UU. en 2005, y en 2007, superó al Museo del Campus como la atracción cultural más popular de Chicago.
El acuario contiene 1500 especies, entre peces, mamíferos marinos, aves, serpientes, anfibios e insectos. Recibió premios a la «mejor exhibición» de la Asociación de Zoológicos y Acuarios (AZA) por la «Sinfonía de Caballitos de Mar» en 1999, por la «Amazonía» en 2001 y por «Arrecifes Salvajes» en 2004. Fue designado Hito Histórico Nacional en 1987.

## Historia

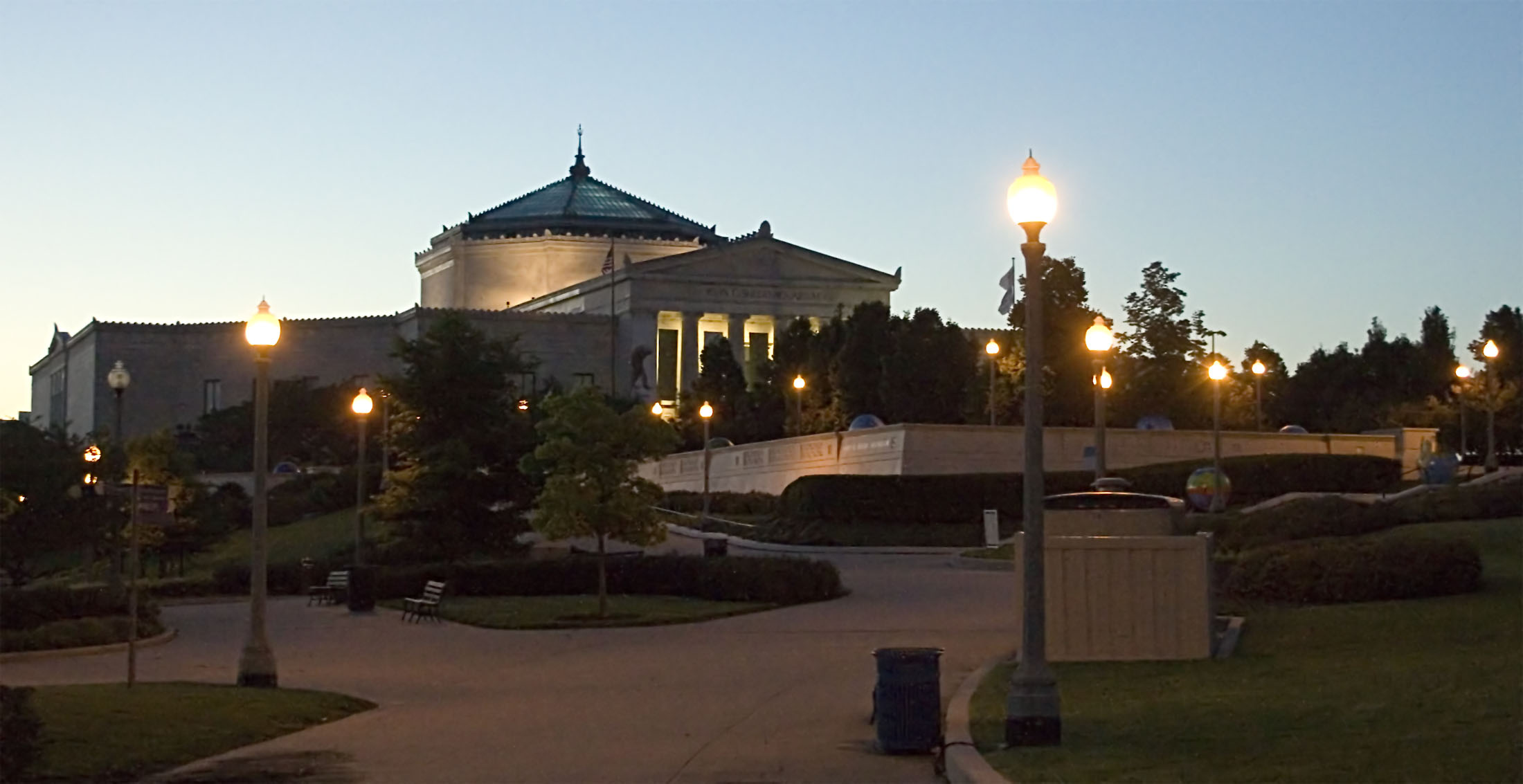
El Aquarium al amanecer

El Shedd Aquarium fue un regalo del líder de la venta al por menor John G. Shedd, un protegido de Marshall Field (benefactor del Museo Field adyacente), a la ciudad de Chicago. Aunque Shedd solamente vivió para ver los primeros dibujos del arquitecto para el acuario, su viuda, Mary R. Shedd, cortó la cinta en la ceremonia oficial de apertura.
La construcción tuvo un coste de 3 millones de dólares e inicialmente incluyó 132 tanques de exposición. La inauguración tuvo lugar el 2 de noviembre de 1927 y la construcción se completó el 19 de diciembre de 1929; las primeras exposiciones se inauguraron el 30 de mayo de 1930. Al ser uno de los primeros acuarios interiores del mundo, el Shedd tuvo que depender de un vagón de ferrocarril hecho a medida, el Nautilus, para el transporte de peces y agua de mar, que estuvo en servicio hasta 1959.
En 1930, 20 vagones cisterna de ferrocarril hicieron ocho viajes de ida y vuelta entre Cayo Hueso y Chicago para transportar 3800 m³ para las exhibiciones de agua salada de Shedd. En 1933, la ciudad de Chicago fue organizó su segunda feria mundial, siendo el tema legido «Un siglo de progreso». El acuario estaba ubicado inmediatamente al norte del recinto ferial, y en esa ocasión el museo acogió a una gran multitud internacional.
En 1971, el Shedd Aquarium añadió una de sus atracciones más populares, una exhibición de 340 m³ que reproducía un arrecife de coral del Caribe. Ese mismo año, el acuario adquirió su primera embarcación de investigación, un barco de 23 m para explorar el mar Caribe, con una tripulación para realizar investigaciones de campo y recoger especímenes. En 1985, esa embarcación fue reemplazada por la actual embarcación del acuario, el Coral Reef II. En 1987, el Shedd Aquarium fue incluido como Hito Histórico Nacional.
El nieto de John Shedd, John Shedd Reed, que había sido presidente del Ferrovía Atchison, Topeka y Santa Fe de 1967 a 1986, fue presidente de la junta directiva del acuario de 1984 a 1994, y fue fideicomisario vitalicio hasta su muerte en 2008. Ted A. Beattie fue presidente y CEO del acuario desde 1994 hasta su retiro en 2016. Bridget C. Coughlin asumió el cargo de presidente y CEO de la compañía en la primavera de 2016.

## Exposiciones y presentaciones

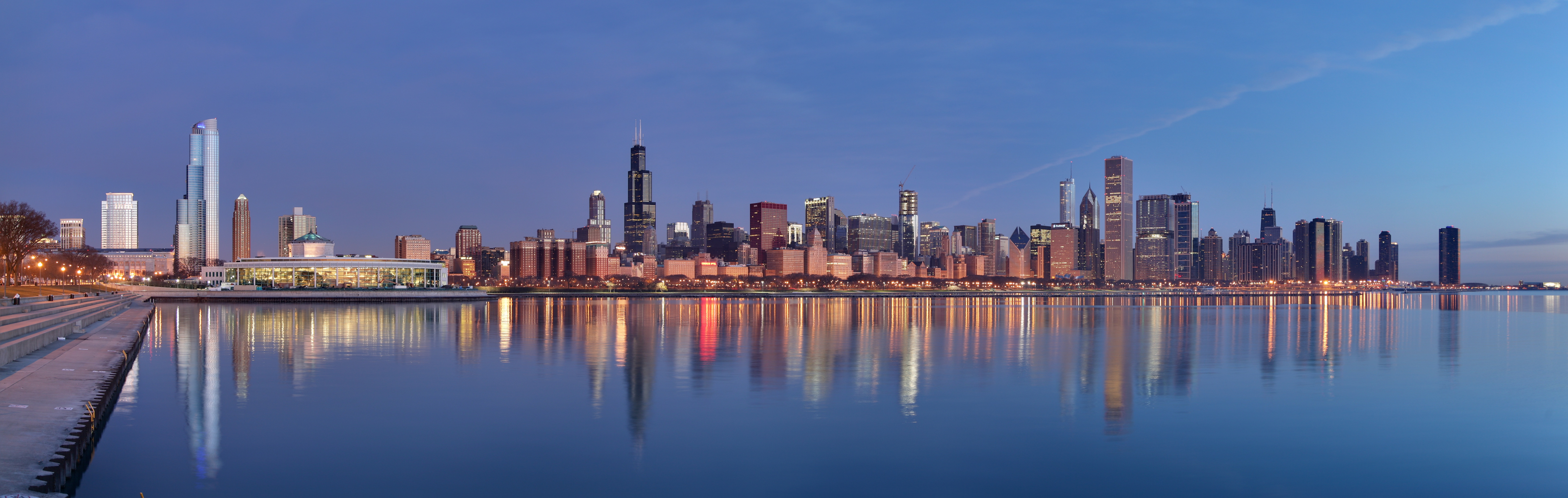
Horizonte de Chicago al amanecer, visto desde el este; el Shedd está a la izquierda.

Hay varias exhibiciones permanentes en Shedd: Waters of the World [Aguas del mundo], Caribbean Reef [Arrecife del Caribe], Amazon Rising [Amazonas en ascenso], Wild Reef [Arrecife salvaje], y el Abbott Oceanarium [Oceanario Abbot].

### Waters of the World
Las galerías más antiguas del acuario presentan exposiciones sobre océanos, ríos, islas y lagos, y las propias aguas locales de Chicago. Las especies en exhibición incluyen la Mantella haraldmeieri, un pulpo gigante del Pacífico Norte, Gymnarchus niloticus,  iguana azul, estrella de mar, caballitos de mar y tortuga caimán.

### Caribbean Reef
La exposición del «Arrecife del Caribe» se construyó en 1971, en el sitio de la primera exposición del acuario, la piscina tropical. Una característica de esta exhibición es un buzo que interactúa con los animales mientras habla con la gente. Una parte de la exhibición es un tanque circular de 340 m³ que permite una máxima visualización a pie. Fue uno de los primeros hábitats en mostrar bancos de peces. También es el hogar de la tortuga marina verde, Nickel, así como de los tiburones cabeza de pala, tarpones, rayas y muchos más. La exhibición está cerca del centro del primer piso. Está adyacente a las de Amazon Rising, Waters of the World y Wild Reef.

### Amazon Rising
Esta exposición es una caminata de 800 m² a través de la recreación de la selva inundada del río Amazonas y la selva circundante. Esta exposición contiene 250 especies diferentes, y su nivel de agua más alto es de 6 pies (1,8 m). Las especies de esta área en exhibición incluyen anacondas, pirañas, arañas, rayas de agua dulce  y caimanes.

### Wild Reef

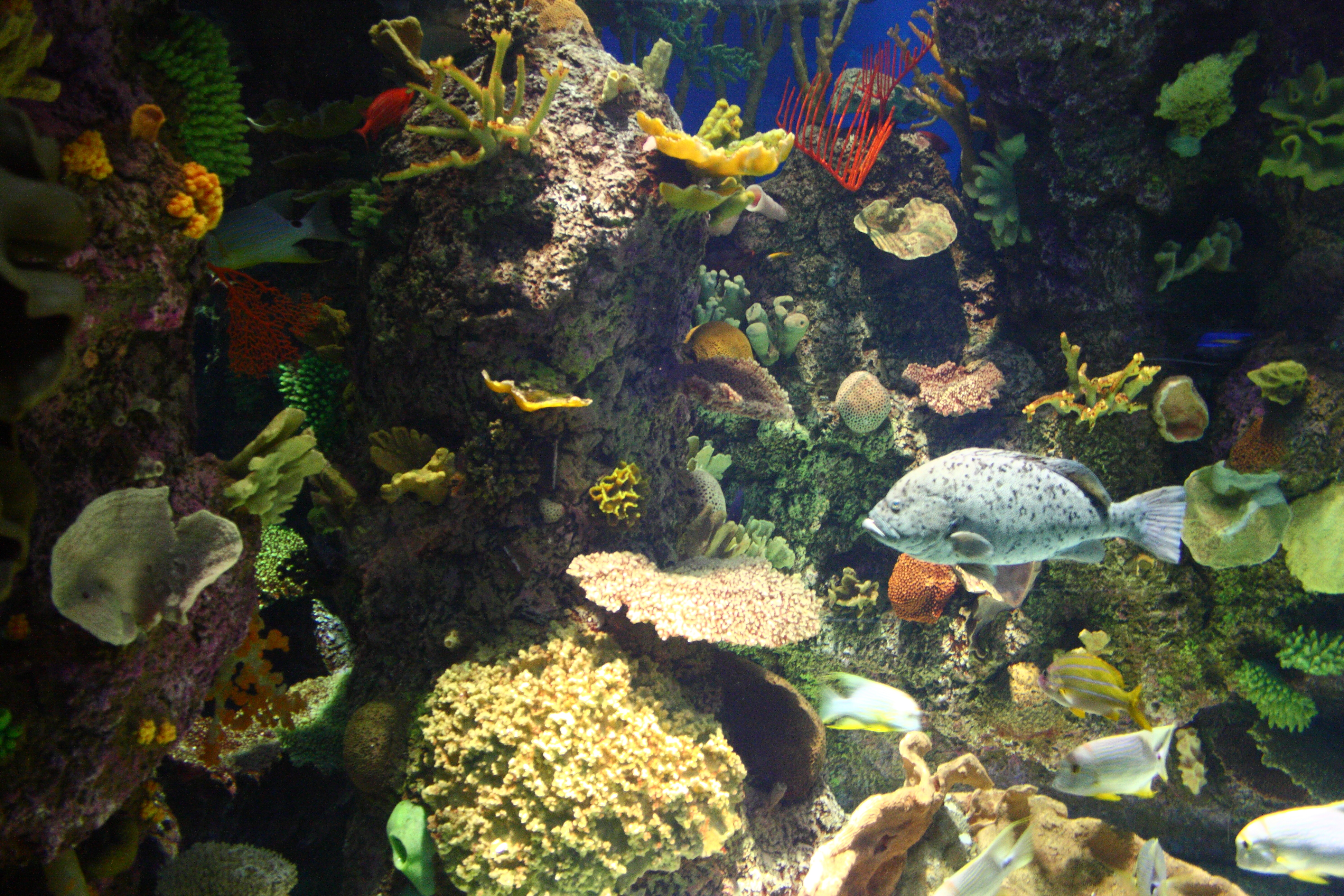
El arrecife salvaje exhibido en el Shedd Aquarium.

En 2003, Shedd abrió el «Arrecife salvaje», una exposición permanente situada a dos niveles por debajo del edificio principal. La exposición contiene un total de 1990 m³ y recrea un arrecife de coral filipino en la reserva marina de la isla Apo, con corales vivos, múltiples especies de peces y rayas, y una colección de tiburones como los de banco de arena, pez sierra,  cebra y tiburones punta negra de arrecife. El principal atractivo de esta atracción es un tanque de tiburones de 1500 m³ con ventanas curvadas de 3,7 m de altura, que permite a los visitantes una vista de submarinismo. La exhibición del Arrecife salvaje también cuenta con un área de exhibición de tanques de agua salada donde el coral se propaga y crece con fines de conservación.

### Stingray Touch
Inaugurada el 17 de mayo de 2013, esta exposición permite a los invitados tocar los rayos de la camisa y las rayas gavilán y las rayas amarillas mientras nadan alrededor de su exposición al aire libre de 76 m³. Ubicada en la terraza Sur del acuario, esta exposición está abierta por temporada, de mayo a octubre —si el clima lo permite—.

### Oceanarium

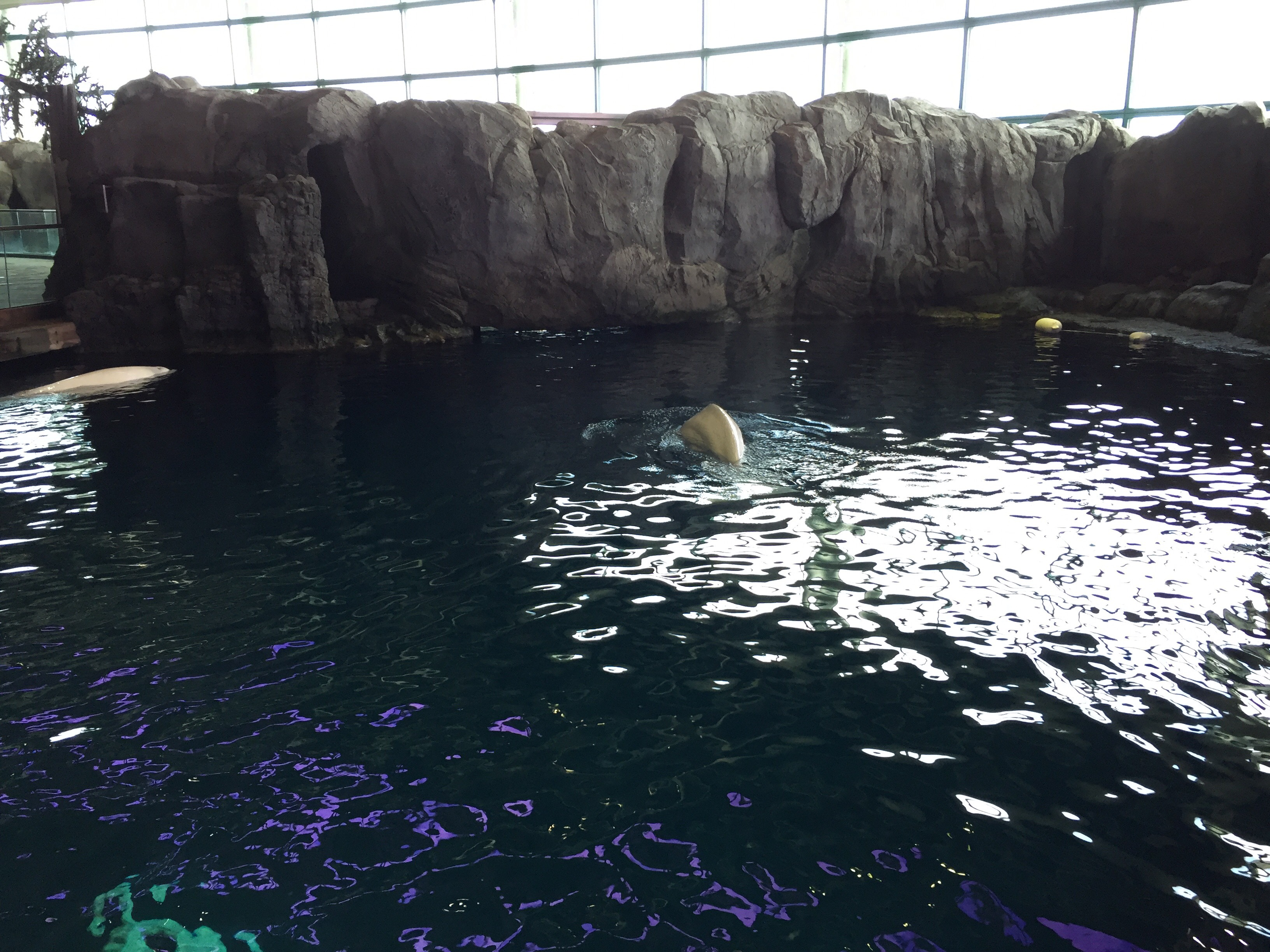
Belugas nadando en el Oceanario Abbott

En 1991, el Shedd Aquarium inauguró el Oceanario (conocido desde 2010 como el Oceanario Abbott), una gran adición al acuario que cuenta con mamíferos marinos, incluidos los delfines de lados blancos del Pacífico, las belugas, las nutrias marinas y los lobos marinos de California, así como los pingüinos, que se encuentran en la Zona de Juego Polar, un área de juego interactiva para niños, así como el hogar de los pingüinos Magallanes y Rockhopper. El nivel inferior del oceanario permite la observación submarina de las belugas y los delfines. Tiene 11 000 m³ en total; el tanque más grande es el "Whale Harbour" de 7600 m³. El Oceanario es la instalación de mamíferos marinos cubierta más grande del mundo. Varias de las nutrias marinas que vivieron en el acuario en el pasado fueron rescatadas del derrame de petróleo del Exxon Valdez en 1989. En el otoño de 2008, el Oceanario de Shedd fue cerrado para el sellado preventivo así como para mejoras administrativas. Los animales del área de exhibición fueron trasladados temporalmente a otros zoológicos y acuarios hasta que la exhibición se reabriera en mayo de 2009.

### Fantasea
«Fantasea» fue un espectáculo de múltiples animales en el Shedd Aquarium, desde el 16 de octubre de 2009 hasta 2010. El espectáculo contó con leones marinos, belugas, pingüinos, halcones y delfines.

### One World
La presentación acuática de «Un mundo» reemplazó a «Fantasea» en 2013. El espectáculo puede presentar belugas, delfines, pingüinos, leones marinos, un halcón y perros. Una versión de vacaciones se muestra a veces en noviembre y diciembre.

### 4D Theater
El «Teatro 4D» se inauguró en 2009 como parte de la renovación del Oceanario Abbott. La experiencia 4D incluye una película en 3D con asientos interactivos, audio de alta tecnología y elementos interactivos como aromas y burbujas. Las películas mostradas han incluido Coastal Predators «Depredadores Costeros», Sea Monsters «Monstruos Marinos», SpongeBob SquarePants «Bob Esponja Pantalones Cuadrados», Planet Earth «Planeta Tierra», Ice Age «Edad de Hielo», Dora the Explorer «Dora la Exploradora», Rudolph The Red Nosed Reindeer «Rodolfo el Reno de Nariz Roja» (estacional), y el Polar Express «Expreso Polar» (estacional).

## Exposiciones especiales

### Medusas
Esta exhibición se inauguró en 2011, centrándose en las medusas y las ideas erróneas que las rodean. Se contó con al menos 10 especies de medusas, incluyendo medusas luna, (medusas peine), la ortiga del mar Negro, ortiga de mar del Atlántico, la medusa azul y la Olindias formosus. La exposición se cerró en 2015.

### Anfibios
La exhibición de anfibios se inauguró el 15 de mayo de 2015 y se prolongó hasta el 1 de enero de 2018. Presentó 40 especies diferentes de anfibios, incluida la rana arbórea gris, la rana punta de flecha, el sapo de vientre de fuego, el ajolote, la  salamandra tigre, el mirón de primavera, salamandra gigante de Japón, sapo de caña y la salamandra marmórea.

## Arquitectura

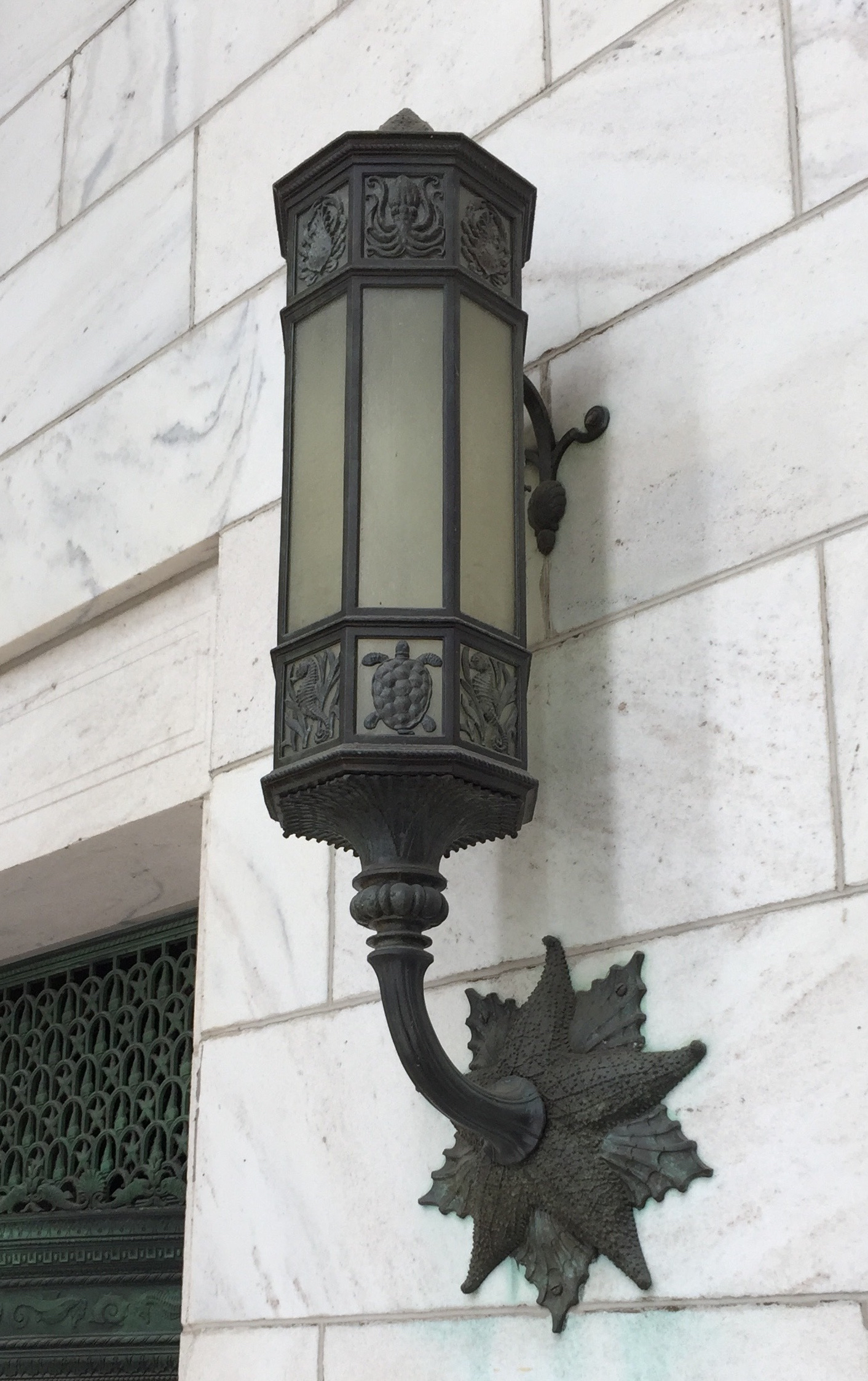
La lámpara de la entrada principal muestra varias criaturas marinas.

El Shedd Aquarium también es notable por su arquitectura. El diseño básico, de la firma de arquitectos Graham, Anderson, Probst & White, está tomado de la arquitectura clásica griega, más específicamente de Beaux Arts, para que coincidiese con las otras edificaciones del Museo del Campus. El edificio central del acuario es de planta octogonal, con un pórtico de columnas dóricas, una escalera formal y coronado por una cúpula. Los motivos decorativos acuáticos se trabajan en cada oportunidad que se presenta; conchas de tortuga, delfines, pulpos, olas, e incluso el tridente de Poseidón se pueden encontrar por todo el exterior e interior del acuario. Como mejora de su predecesor en el interior del acuario, el Belle Isle Aquarium de Detroit, se hizo un uso extensivo de diseños de Mary Chase Perry Stratton, incorporando su azulejos de cerámica hecho a medida. El oceanario está hecho en un estilo más moderno que representa el noroeste del Pacífico, pero que se mezcla con la parte más antigua del edificio. "Whale Harbor", el tanque principal del oceanario de 7600 m³, está respaldado por una pared de ventanas que dan al lago Míchigan.

## Conservación e investigación
El Centro Daniel P. Haerther para la Conservación e Investigación, ayuda a realizar investigaciones in situ en el acuario. Estudian temas como la salud y el comportamiento de los animales, la nutrición, la formación de los animales, la reproducción y la genética.

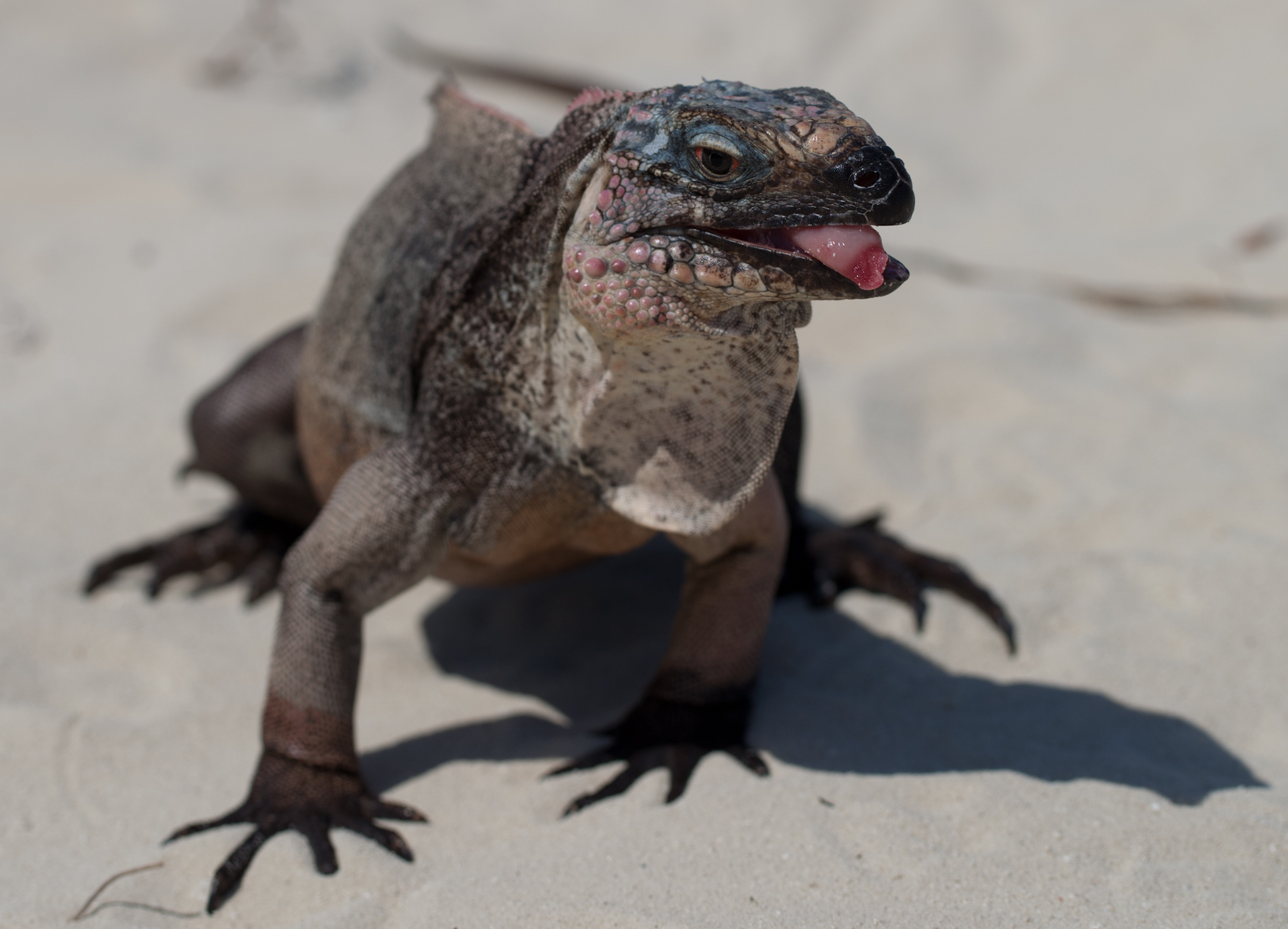
La iguana de roca de las Bahamas del norte, una de las especies más estudiadas en el Shedd Aqyuarium.

El acuario también se asocia con los esfuerzos de conservación en el Caribe y el sudeste asiático. La iguana de roca de las Bahamas del norte es uno de los lagartos más amenazados del mundo. Desde 1994, el Shedd Aquarium ha estado estudiando y proporcionando planes de conservación para esta iguana. El Shedd Aquarium es ahora reconocido como la principal autoridad en esta iguana. En el sudeste asiático, el Shedd está asociado con el Proyecto Caballito de Mar para vigilar y trazar un mapa de las poblaciones de caballitos de mar en el sudeste asiático.
Desde 1991, el Shedd Aquarium ha participado en investigaciones centradas en las belugas. Se centran en los procedimientos de manipulación de los animales para garantizar su bienestar. El acuario hace la mayoría de sus investigaciones sobre belugas en la bahía de Bristol en el suroeste de Alaska.

## Galería de imágenes

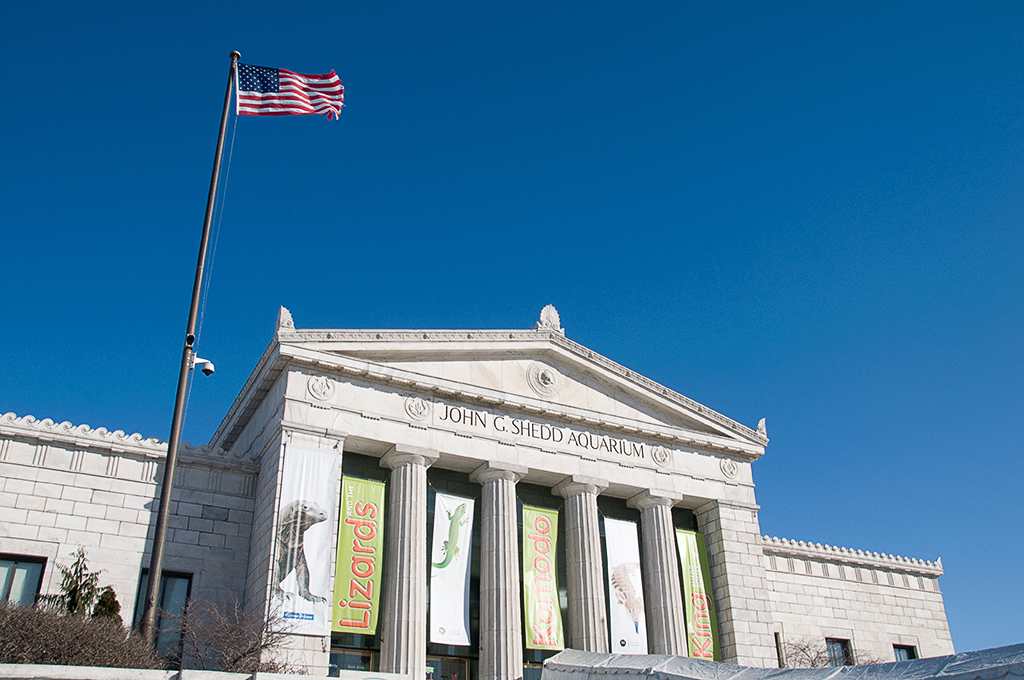
Entrada en 2008.
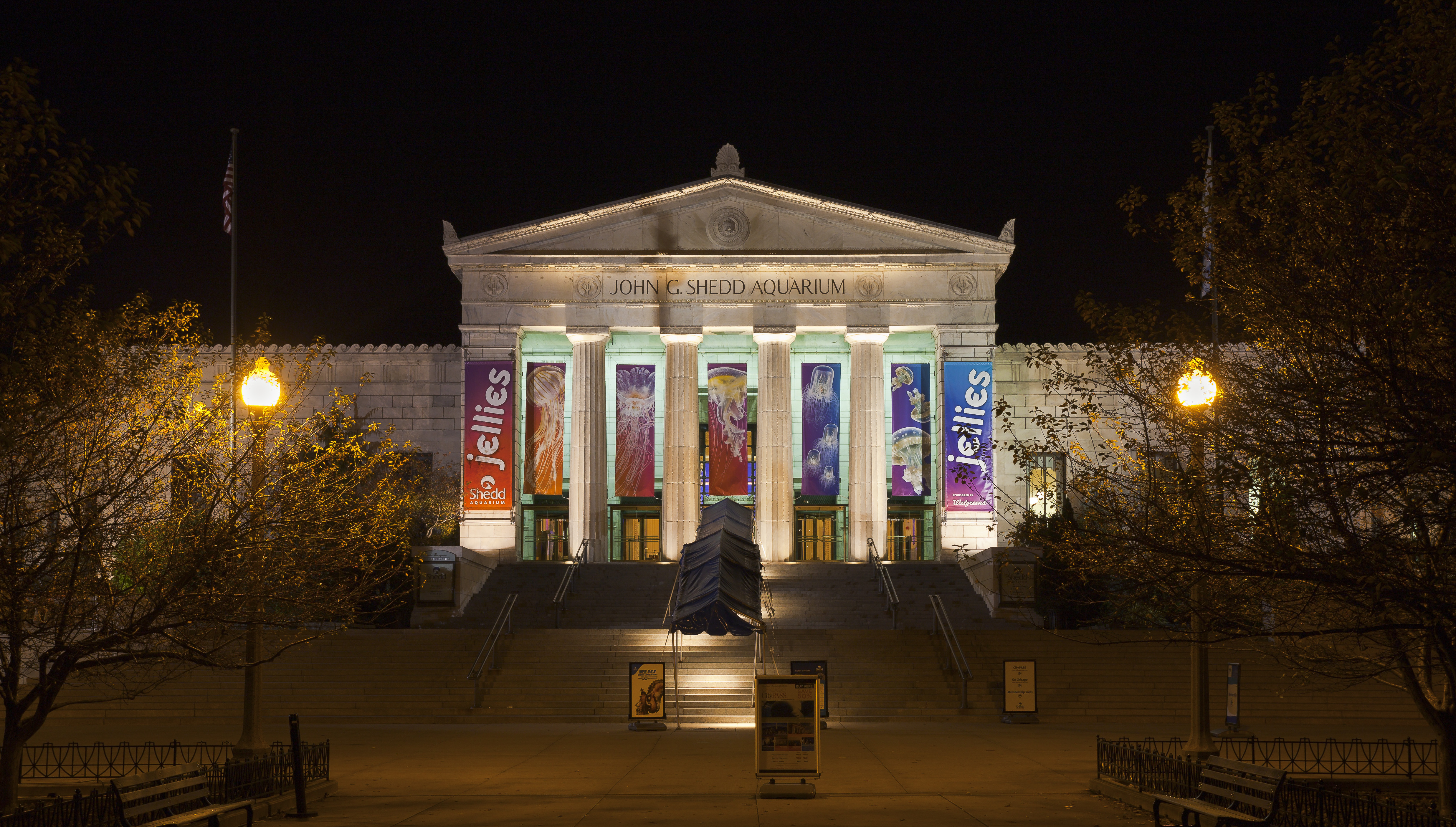
Entrada principal de noche.
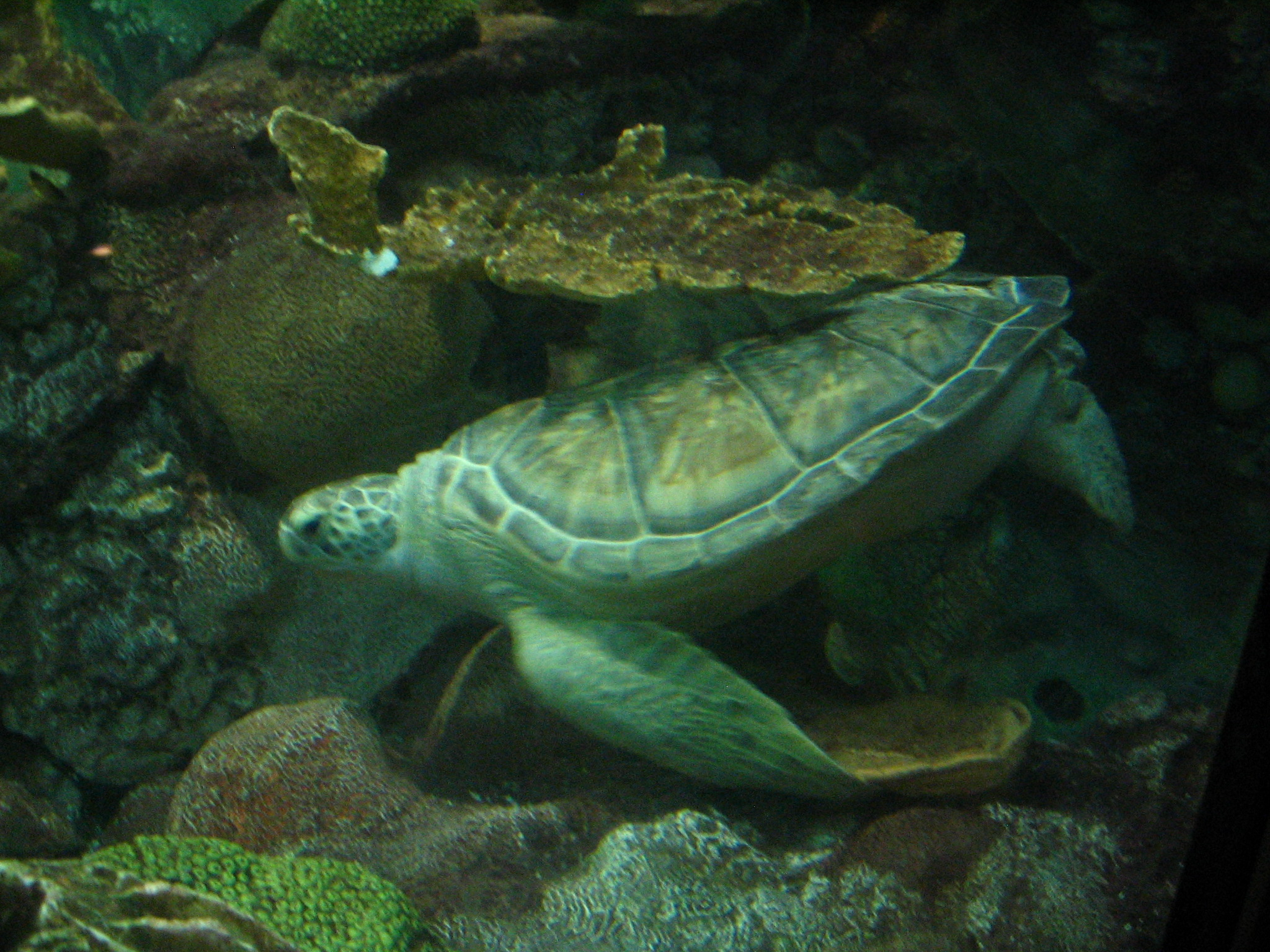
Nickel, una tortuga verde en el Aquarium.
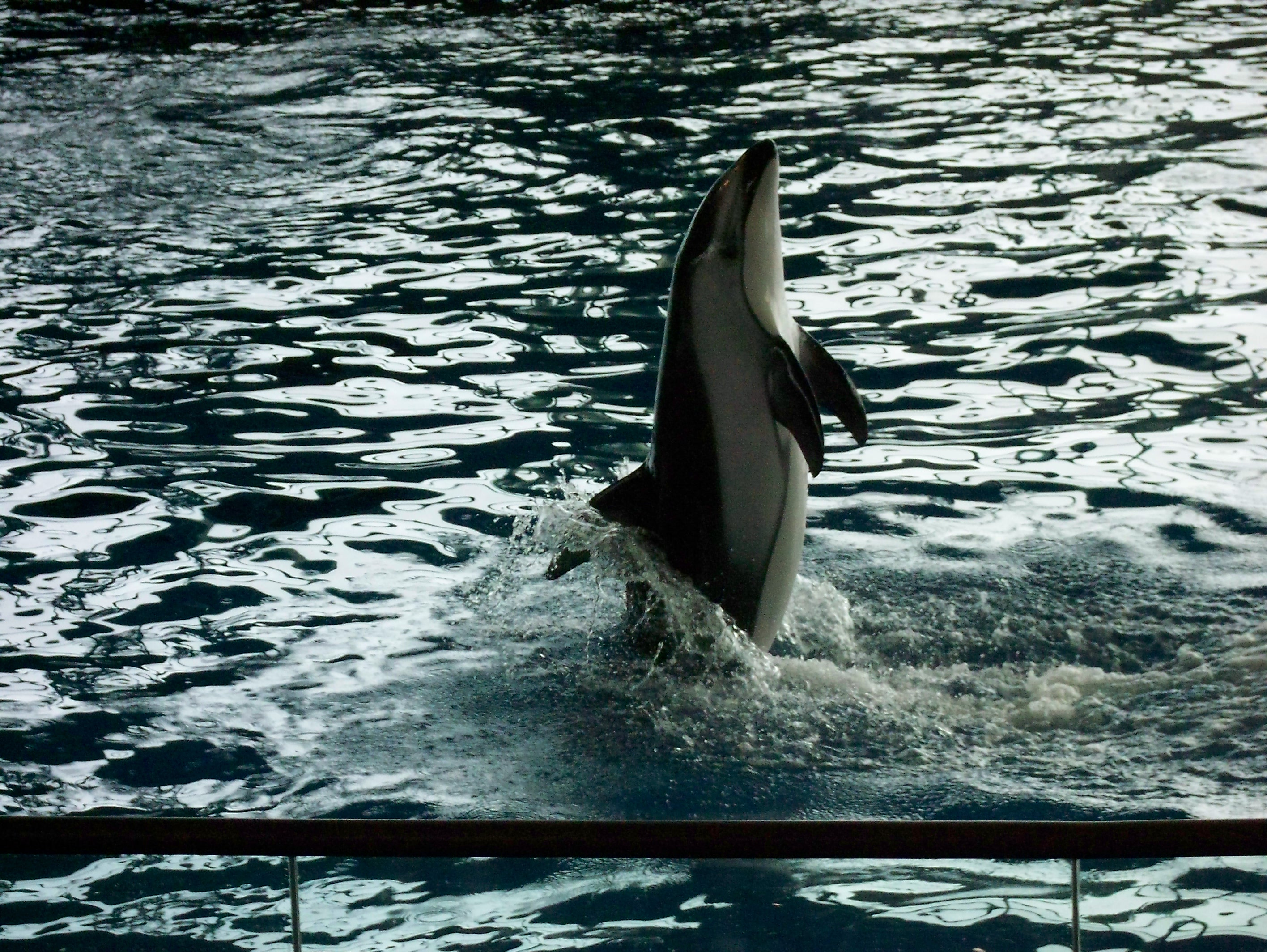
Un delfín de lados blancos del Pacífico caminando de cola.